# Autodesk Inventor
Autodesk Inventor is CAD-programma, dat door het Amerikaanse bedrijf Autodesk is ontwikkeld. Het is een met Inventor mogelijk om er nauwkeurige modellen in drie dimensies van producten mee te ontwerpen, te visualiseren en te simuleren, voordat ze worden geproduceerd. Het programma lijkt daardoor veel op AutoCAD, maar het is met Inventor mogelijk een ontwerp te maken en daarbij verschillende parameters open te laten. Die kunnen nadien worden ingesteld en veranderd.

## Parametrische Solid Modeler
Inventor is gebaseerd op parametrische modelleringstechnieken. Men begint met het ontwerpen van 3D-onderdelen (Parts). Deze onderdelen kunnen in een samenstelling (Assembly) worden gecombineerd. De afmetingen bepalen de maat van het getekende object. Als de afmetingen worden veranderd, zal de tekening na een automatisch update aangepast worden aan de nieuwe maten. Hierdoor kan de ontwerper tijdens het ontwerpproces snel aanpassingen doen, zowel in de Parts, de 2D Drawings als in de Assembly. 
De essentiële bouwstenen van een Inventor ontwerp zijn de Parts. Een Part wordt ontworpen door eerst te schetsen. Schetsen is het tekenen van een object dat er ongeveer op lijkt. De maten worden na het schetsen geplaatst. Deze maten bepalen de juiste afmeting. Het getekende object zal zich aanpassen aan de opgegeven maat. Al deze maten worden opgeslagen in een ‘Parameters’ tabel. De gebruiker kan zelf parameters creëren of formules invoeren
Als een aantal onderdelen (Parts) zijn ontworpen kan men een samenstelling (Assembly) maken. Deze Assembly kan uit Parts en Sub-Assembly’s bestaan. In de Assembly kan men nog Parts aanmaken of Parts bijwerken en aanpassen. 
De Assembly kan in beweging gezet worden om te kijken of het mechanisme naar behoren werkt. Een presentatie van al de mogelijkheden van het ontwerp kan opgenomen worden als video.

## Kenmerken
- 3D werktuigbouwkundig ontwerpen
- DWG-interoperabiliteit: AutoCAD DWG-gegevens en 3D-gegevens samenvoegen in één digitaal 3D-model
- Ontwerpen van grote samenstellingen, plastic onderdelen en plaatwerkonderdelen
- Ontwerpvisualisatie en productdocumentatie

## Omgevingen
In Inventor wordt gewerkt in verschillende omgevingen.
- Part - onderdelen modelleren in 3D
- Assembly - samenstellingen in 3D
- Presentation - voorstellingen van een samenstelling in 3D
- Drawing - 3D-onderdelen of samenstellingen automatisch omzetten naar 2D tekeningen
- Sheet Metal - plaatwerk in 3D
- Weldment - lassamenstellingen in 3D

Elk van deze omgevingen beschikt over zijn eigen aanpasbare template en creëert aparte bestanden met een eigen bestandsformaat. Al deze bestanden zijn met elkaar verbonden als externe referentie. Bij een aanpassing van een afmeting van een 3D-onderdeel zal deze afmeting automatisch aangepast worden in de samenstelling en in de 2D-tekening.

## Bestandsformaten
- Part - *.ipt (Inventor ParT)
- Assembly - *.iam (Inventor AsseMbly)
- Presentation - *.ipn (Inventor PreseNtation)
- Drawing - *.idw (Inventor DraWing)
- Drawing - *.dwg (DraWinG)
- Project - *.ipj (Inventor ProJect)

## Versiehistorie
De eerste versies van Autodesk Inventor kregen tijdens de ontwikkelingsfase de codenaam van sportauto's en SUV's. Vanaf 2006 bij versie 11 wordt er als codenaam steeds een beroemd uitvinder of wetenschapper gebruikt.
| versie | codenaam       | introductiedatum  | nieuw |
| ------ | -------------- | ----------------- | --- |
| 1      | Mustang        | 20 september 1999 | |
| 2      | Thunderbird    | 1 maart 2000      | |
| 3      | Camaro         | 1 augustus 2000   | |
| 4      | Corvette       | 1 december 2000   | |
| 5      | Durango        | 17 september 2001 | diverse verbeteringen, maar geen verrassende vernieuwingen |
| 5.3    | Prowler        | 30 januari 2002   | |
| 6      | Viper          | 15 oktober 2002   | |
| 7      | Wrangler       | 18 april 2003     | DWG-ondersteuning voor AutoCAD 2004, compatibiliteit met Autodesk Express Viewer, Large-Assembly Design Performance |
| 8      | Cherokee       | 15 oktober 2003   | snelheidsverbeteringen (openen van Drawings, aanmaken van Drawing Views, bewerken van Dimensions) |
| 9      | Crossfire      | 15 juli 2004      | |
| 10     | Freestyle      | 6 april 2005      | Taakplanner (Task Scheduler), Inventor Studio, Associative import van Mechanical Desktop data, Design Accelerators, Assembly Constraints gebruiken kleuren om onderscheid te maken tussen de eerste en tweede constraintselectie. |
| 11     | Faraday        | 6 april 2006      | |
| 2008   | Goddard        | 11 april 2007     | |
| 2009   | Tesla          | 16 april 2008     | Frame Generator, Sheet Metal, skeletmodelleren |
| 2010   | Hopper         | 27 februari 2009  | Ribbon, Nieuwe FEA |
| 2011   | Sikorsky       | 26 maart 2010     | Dynamic Input, Direct Manipulation, Assemble tool, Visualization, iCopy, iLogic (variantenmodelleren) |
| 2012   | Brunel         | 22 maart 2011     | Markeringsmenu (commando activeren met beweging van de muis) en mini-werkbalken |
| 2013   | Goodyear       | 27 maart 2012     | centraal beheer van materialen (niet meer in de Styles Editor) |
| 2014   | Franklin       | 27 maart 2013     | Express mode, Connection, Symmetrical constraint, Slot (sobgat), verbeterde Rectangle (vast aan het middelpunt), Thin wall FEA, Frame FEA, Assembly Relationship folder Mouseover grounded constraint visibility, Model & assembly vereenvoudiging, Joint-constraints (makkelijker relaties aanbrengen tussen de onderdelen in een samenstelling) |
| 2015   | Dyson          | 27 maart 2014     | Freeform, Direct Edit, Sketch - Relax mode, meerdere verbeteringen aan Parts, Assembly en Drawings |
| 2016   | Shelby         | 27 maart 2015     | Multi-CAD, onderlinge uitwisselbaarheid tussen AutoCAD Electrical en Inventor, Shape Creation, 3D-printomgeving, Graphics/Visualization/Studio verbeteringen |
| 2017   | Enzo           | 28 maart 2016     | Modeling verbeteringen, uitgebreide AnyCAD ondersteuning, 3D PDF export, verbeterde Presentation omgeving |
| 2018   | Elon           | 24 maart 2017     | Model Based Definition, uitgebreide AnyCAD ondersteuning, large assembly performance verbeteringen, simplification/shrinkwrap verbeteringen, multiple rules voor sheet metal parts, mesh support in drawing views |
| 2019   | Zora           | 10 april 2018     | Performance verbeteringen, large assembly performance verbeteringen, Shared View samenwerking, verbeterd Hole commando, iLogic verbeteringen, Model Based Definition uitbreidingen, verbeterde part modeling workflows, en Sheet Metal voor fabricage                                                                                             |
| 2020   | Senna          | 27 maart 2019     | Algemene GUI-verbeteringen |
| 2024   | Guy Heindryckx | 29 maart 2023     | verbeterde tools en nieuwe shortcuts |

## Websites
- (mul) Productpagina